# Pléiades (astronomie)
M45
Pour les articles homonymes, voir Pléiade et M45.
L'amas des Pléiades, les Pléiades ou amas M45, est un amas ouvert d'étoiles qui s'observe depuis les deux hémisphères, dans la constellation du Taureau.
L'exactitude de la distance de l'amas à la Terre fait débat.
Cette distance, selon les différents instruments techniques utilisés, est estimée à environ 444 années-lumière.

## Rôle culturel de M 45 dans l’Antiquité
Comme le souligne Wolfhard Schlosser, professeur d’astronomie à l’Université de la Ruhr (Bochum), les prêtres et chamans du Néolithique accordaient déjà une extrême importance à cet amas ouvert, puisque son apparition marquait dans tout l'hémisphère nord le début des moissons.
Pour remonter à des temps connus, le groupe M 45 tenait aux temps antiques un rôle important pour l’établissement des calendriers grâce à la combinaison de deux éléments remarquables. Le premier, qui est toujours valable, est son aspect unique et parfaitement repérable sur la voûte céleste près de l’écliptique. Le second, primordial pour les Anciens, est qu’au milieu du IIIe millénaire AEC, cet astérisme marquait le point vernal. C’est d’ailleurs à ces temps-là que remonte la première occurrence du nom de M 45, soit kà-ma-tù = mul.MUL[pas clair].

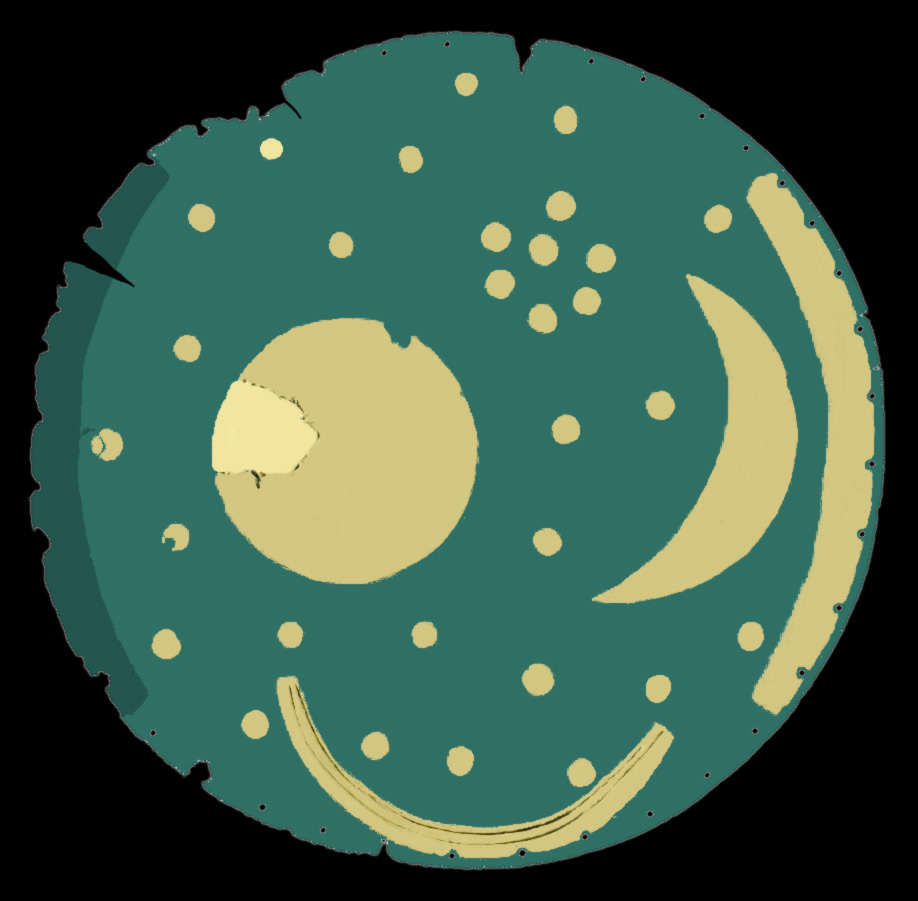
Schéma représentant le disque.

L’importance de cet astérisme se manifeste aussi en Europe septentrionale, sur le disque céleste de Nebra, date vers 1600 AEC, et où il est représenté à côté du Soleil et de la Lune.
C’est aussi cet astérisme qui indique le début des calendriers antiques. On peut donner plusieurs exemples :
- Dans l'Inde ancienne, il constitue, dans l'Atharvaveda, compilé vers 1200-1000 av. J.C., le premier nakṣatra (nom sanskrit pour les stations lunaires), qui se nomme क्रृत्तिका Kṛittika, appellation révélatrice puisqu’elle signifie littéralement « les Coupantes »[3], soit « Celles qui marquent la coupure de l’année »[4]. Il en est ainsi avant que la liste classique ne ravale ce nakṣatra à la troisième place, en en conférant désormais la première au le couple βγ Arietis qui, notamment chez Hipparque, marque alors l’équinoxe.

- En Mésopotamie, la Série MUL.APIN (𒀯𒀳 en  cunéiforme), le premier traité d'astronomie mésopotamienne connu, découvert à Ninive dans la bibliothèque d'Assurbanipal et datant au plus tard de 627 av. J.C., mais qui rassemble des données parfois largement antérieures à cette époque, présente une liste de dieux [titulaires d'étoiles] qui se tiennent sur « le chemin de la Lune », liste qui commence par mul.MUL (𒀯𒀯) soit M 45[5],[6].

- On trouve la même chose chez les Anciens Arabes qui font débuter leur calendrier ancien de type parapegme, celui des anwā’, avec M 45 sous le nom de الثريّا al-Ṯurayyā[7]. Et cela avant que leur calendrier classique, celui des manāzil al-qamar ou « stations lunaires », ne commence lui aussi avec le couple βγ Arietis dont le nom, الشرطان al-Šaraṭān est littéralement « les Deux Marques [de l’entrée de l’équinoxe] »[8].

Ainsi, lorsque M 45 quitte le point vernal, l'astérisme reste toujours important, tant du point de vue fonctionnel que symbolique. En plus des changements que nous venons de voir dans les calendriers fondés sur les stations lunaires chez les Indiens et les Arabes, considérons le cas d’un calendrier yéménite ancien dans lequel les mois sont désignés selon un critère astronomique qui l’a fait nommer « Calendrier des Pléiades » : le mois de ḫams, littéralement « cinq », est celui pendant lequel le Soleil et al-Ṯurayyā, soit les Pléiades, s’écartent l’un de l’autre de cinq « mouvements de la Lune », soit cinq fois le chemin que fait en moyenne la Lune en un jour et une nuit, pour reprendre la terminologie d’ᶜAbd al-Raḥmān al-Sūfī al-Ṣūfī.

## Nomenclature et mythologie

### Mésopotamie
En Mésopotamie, on peut lire sur la Série MUL.APIN: « DIŠ mul.MUL d.7.BI DINGIR.meš GAL.meš », c’est-à-dire que M 45 est « L’Astre, les Sept dieux, les Grands dieux »,. À ce propos, le sumérogramme peut être lu ‘mul.MUL’, dans lequel 'mul' est un déterminatif de la catégorie « étoile », et qui signifie dans ce cas l’Étoile [par excellence], ou bien MUL.meš ou MUL.LA, « les Étoiles ». Un des noms akkadiens de l'astérisme est d'autre part Zappu, littéralement « le Toupet ».

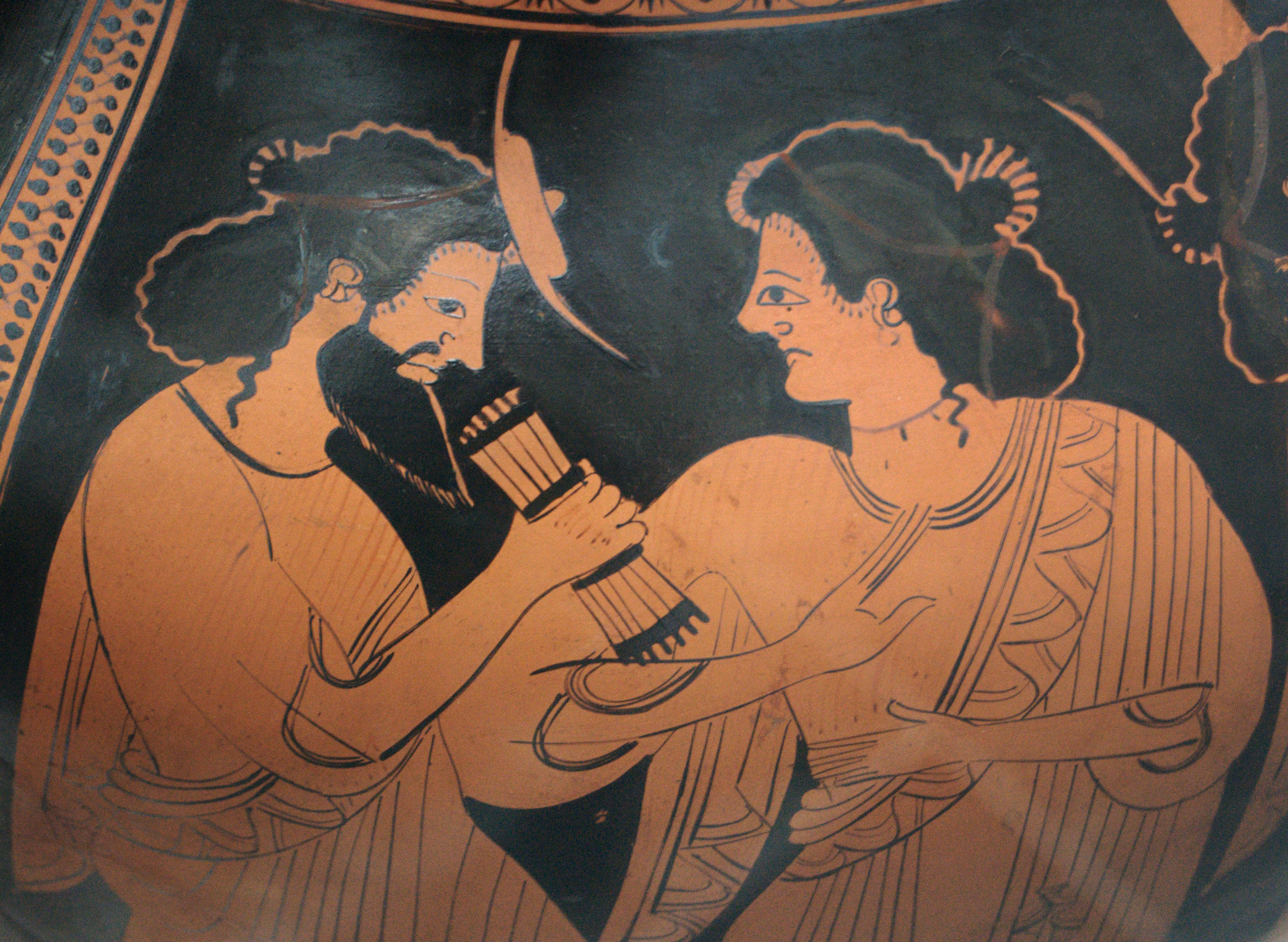
Maïa, l'aînée des Pléiades et son fils Hermès sur un vase grec daté vers 500 AEC.

Sur de nombreux sceaux-cylindres du début du Ier millénaire AEC, M 45 est représenté par sept points, tandis que les Sept dieux apparaissent, sur des bas-reliefs des palais royaux néo-assyriens, portant de longues robes ouvertes et de grandes coiffes cylindriques surmontées de courtes plumes et ornées de trois rangées frontales de cornes et d’une couronne de plumes, tout en portant à la fois une hache et un couteau, ainsi qu'un arc et un carquois.

### Grèce antique
Dans la Grèce antique, les Pléiades (grec ancien: Πλειάδες) sont un groupe dont le nom est probablement fonctionnel avant d’avoir une signification mythologique, comme le relève l'astronome André Le Bœuffle qui a sa préférence pour l’explication par la racine indo-européenne *pe/ol-/pl- qui exprime l’idée de multiplicité, foule, assemblage.
Du point de vue mythologique, les « Pléiades » sont sept sœurs, filles d'Atlas et de Pléioné : Astérope, Mérope (ou Dryope, ou Aéro), Électre, Maïa, Taygète, Célaéno (ou Sélène) et Alcyone. Selon Ératosthène, la plupart se sont unies à des dieux, engendrant diverses familles royales telles que celles de Troie ou de Sparte.
Les « Pléiades », ne sont mentionnées que brièvement chez Homère, tant dans l'Iliade que dans l’Odyssée. Un siècle plus tard, dans Les Travaux et les jours, Hésiode est beaucoup plus disert : 

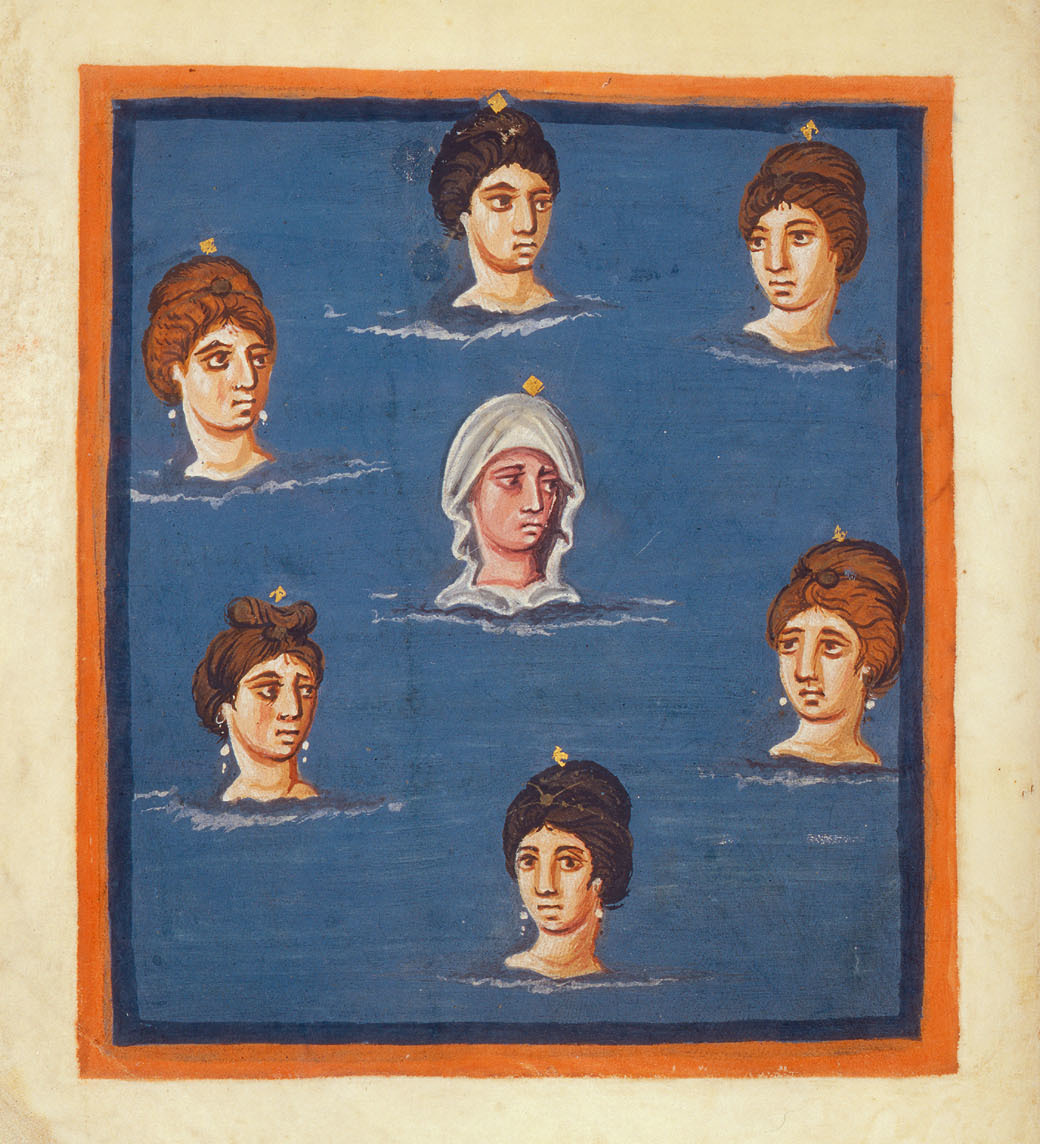
Pléiades dans une édition des Aratea de Germanicus d’époque carolingienne (ms. de Leyde, ca. 830-840).

« Au lever des filles d’Atlas, des Pléiades, on doit commencer la moisson ; à leur coucher, le labourage. Quarante nuits et quarante jours elles restent cachées, pour ne reparaître que quand l’année a terminé son cours, et qu’on commence à aiguiser les faucilles. »

« Quand reviendra le coucher des Pléiades, des Hyades, d’Orion, ce sera, souviens-t’en, le temps de reprendre le labourage »

« Lorsque, fuyant devant le redoutable Orion, les Pléiades se précipitent dans le sombre abîme des flots, de tous les points du ciel les vents soufflent avec furie. N’aie jamais, en ce temps, de vaisseaux sur la mer ; c’est alors, je te le répète encore, ne l’oublie pas, qu’il convient de travailler à la terre. »

### Rome antique
Dans la Rome antique, on a repris le nom grec et le latinisant sous la forme Pleiades ; cela s'est fait à travers la reprise des Aratea de Cicéron — version latine (parmi d'autres) des Φαινόμενα (« Phénomènes ») d’Aratos de Soles. Mais on a aussi utilisé le nom de Vergilae. Cette appellation, qui dérive du verbe vergo, -ere, est une allusion au fait que l'astérisme apparaît « penché » sur la voûte céleste, est attesté chez Plaute et repris par Cicéron, Varron, Vitruve, Pline, etc..

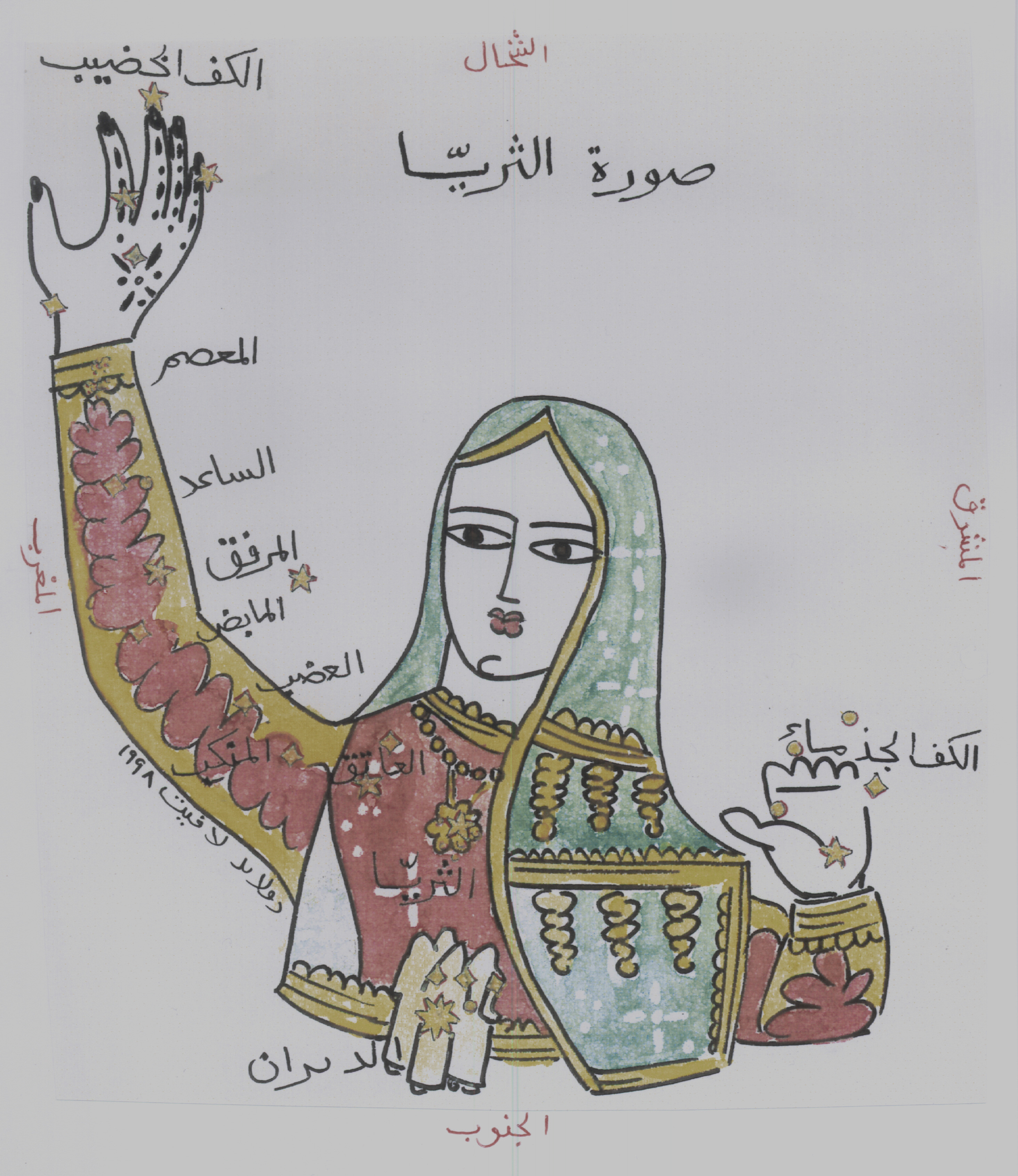
La figure développée dal-Ṯurayyā dans le ciel arabe (Dessin de Roland Laffitte, 1998).

### Chez les Arabes
Chez les Arabes, al-Ṯurayyā (arabe : الثُرَيّا) est le nom de la IIIe station lunaire. Cette figure majestueuse, d’abord liée à l’astérisme M 45, et qui a pris ensuite corps dans le ciel aux débuts de l’ère islamique, est si ancienne dans l’imaginaire arabe que l’un des dictons rimés la concernant est attribué à Luqmān le Sage, un des personnages mythiques de l’Antiquité que l’on a fait vivre au temps du roi David.
Un culte est rendu par les Arabes à l’astérisme al-Ṯurayyā car, selon Abd al-Raḥmān al-Sūfī (964) qui reprend les auteurs qui l’ont précédé, « ils en tirent de bons augures quand elle se lève, prétendant que la pluie qui tombe à son coucher héliaque produit l’abondance, ṯarwa ; le nom est un diminutif de ṯarwā qu’on a formé eu égard à leur densité ». En fait al-Ṯurayyā était, dans l’Antiquité arabe, une divinité de l’Abondance, à l’instar de l’indienne Lakṣmī, ce à quoi l’épigraphie arabe antique apporte une preuve indiscutable en livrant le nom théophore ᶜAbd aṯ-Ṯurayyā, soit « le Serviteur d’Al-Thurayya ».
Cela fait que le nom al-Ṯurayyā est extrêmement célèbre dans la poésie arabe, où il compte  quantité de synonymes. Il n'a été transmis en Europe que dans le domaine astrologique, sous le nom d'Al Thuraya, mais beaucoup de noms d'étoiles, aujourd'hui fréquents dans les catalogues, le sous-entendent, reprenant des parties du corps d'Al Thurayya : ainsi, Kaffaljidhma (γ Cet), Aldebaran (α Tau) ; Atik (ζο), Menkib (ξ Per),  Adid (δεν Per), Mirfak (α Pers), Seid (γ Pers), Misam(χh), enfin Kaff (β Cas), soit, respectivement, « la Main mutilée », « la Suivante », « l’Omoplate », « l’Épaule », « le Haut du bras », « le Coude », « l’Avant-bras », « le Poignet », et enfin « la Paume de la main [teinte au henné] » (toutes, parties du corps de ce personnage).
Dans le ciel arabe traditionnel, le naw, c’est-à-dire « lever héliaque », de M45 est lié aux fortes chaleurs : 

« Quand se lève Al-Najm, la chaleur est ardente l’herbe est cassante et les ânesses se mordent entre elles »

Par contre, sa culmination est liée aux froids : 

« Quand, le soir, al-Ṯurayyā  « est au-dessus de la tête, dans les couvertures cache-toi. »

Voici deux noms parmi ceux que les Arabes donnent aux Pléiades : le premier est « al-Nağm », النجم (littéralement: « l'étoile »), terme déjà rencontré ci-dessus dans un des deux dictons météorologiques, et qui est, à l’instar de su mul.MUL mésopotamien, « l’Astre [par excellence] ». Il faut signaler que ce mot, « al-najm » donne son titre à la sourate 53 du Coran, livre dans lequel il ne correspond pas à M 45 mais probablement à Alpha Canis maioris (c'est-à-dire Sirius), en arabe الشِعْرى, al-Šiᶜrā. Quant au second, c'est plutôt une expression, fréquente dans les textes astrologiques : دجاجة السماء وبناتها (Dajajat al-samā’ wa-banātu-ha), soit « la Poule céleste et ses petits ».

### En Europe
Au Moyen Âge, les clercs latins connaissaient le nom Pleiades par les encyclopédies et les quelques manuscrits des Aratea à leur disposition, mais ils connurent dès l’an mille le nom arabe de cette figure. Nous trouvons  ainsi الثَوْر (al-thaur) transcrit Althorie dans le calendrier de Cordoue (bilingue arabe-latin), daté de 961, et dans trois listes de stations lunaires dans le Liber Alchandrei, datées du début du XIe siècle sous formes latines Aldraia et Aldoria. Dans son Almageste, Gérard de Crémone (ca. 1175), ne donne que le nom latin, mais l’on trouve dans l’Uranometria de Johann Bayer (1603), une liste de noms connus pour cet astérisme dans les différentes langues, selon l’usage de l’époque : non seulement le grec Πλειάδες mais, à côté du latin Pleiades, Vergiliae et Massa galinae, en d’autres termes « l’amas de la Poussinière », dont Bayer ne connaît pas l’origine arabe, nous pouvons encore lire : Arab. Athoraie, Atauria. Ces noms figurent encore dans plusieurs catalogues jusqu’à ce que la nomenclature approuvée en 1930 par l’Union astronomique internationale (UAI) ne chasse définitivement les appellations autres que Pleaides, à l’exception du grec Πλειάδες. mais il n’a cessé d’être repris depuis l'an mil dans des quantités de listes de stations lunaires éditées dans des ouvrages astrologiques jusqu’à aujourd’hui, où la forme la plus courante est Al Thuraya.
À côté du nom arabe des Pléiades, on trouve ainsi en français la geline pouciniere dès le XIIIe siècle, puis Poussinière chez Stöffler, 1570.

« Deux jours apres arrivasmes en l'isle de Ruach, et vous jure par l’estoille Poussiniere , que je trouvay l’estat et la vie du peuple estrange plus que je ne diz. »

— François Rabelais
Dans son Astronomie populaire, Camille Flammarion note encore en 1882 : « Nos paysans appellent cet amas la Poule et ses poussins ou la Poussinière: Alcyone est la Poule. Cette appellation n'est pas moderne. Il y a neuf siècle, les Arabes disaient déjà : Dadjâdja al-samâ wâ banâtihi. »
Si, dans la civilisation arabo-islamique, al-Ṯurayyā est un prénom féminin prisé, il apparaît désormais dans l'état civil français sous diverses formes: Soraya (via la prononciation du mot en persan, langue dans laquelle il signifie « Pléiade »), Thoraya, Touraia, etc.

### Chez d'autres peuples

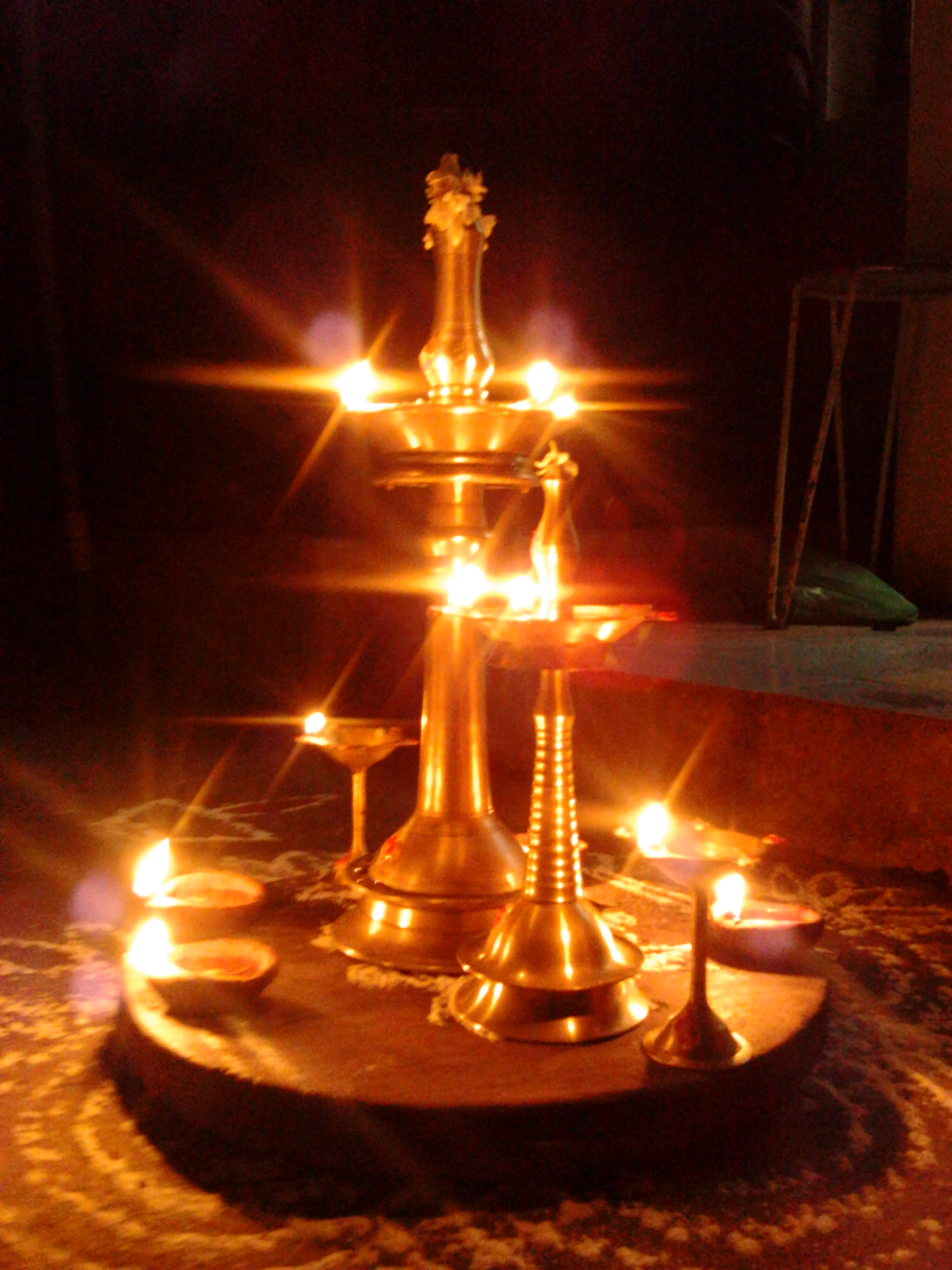
La tradition de la fête de Karthikai Deepam veut que des lampes à huile soient allumées dans les maisons et les temples lors de la nuit des Pléiades.

Le 5 mai, ancienne fête de Saint Georges (calendrier julien) correspond au lever héliaque, début de l'été pastoral de l'Europe orientale à l'Asie centrale.
L'apparition des Pléiades en hiver est l'occasion, dans le sud-est de l'Inde, d'une fête connue en tamoul sous le nom de Karthika Deepam (en) / கார்த்திகை விளக்கீடு (Lampe à huile de Karthikai). Cette fête célèbre la naissance du dieu Karthikeya, plus connu sous le nom de Muruga. En Inde toujours, dans la tradition védique, de très anciens textes en sanskrit mentionnent « sept rishi », c'est-à-dire des voyants, poètes et mystiques, mais qui sont aussi, littéralement, des étoiles, à savoir les Pléiades.
En Polynésie (Tahiti et ses îles), l’apparition des Pléiades vers le 20 novembre annonce de façon ancestrale la saison de l’abondance (tau ˋauhune). L’apparition de la constellation nommée en tahitien « Matarii » donne lieu à une cérémonie (Matarii i nia) célébrant l’entrée de la nature dans une période faste.
Le motif d'Orion poursuivant les Pléiades pourrait être paléolithique et dater de la sortie de l'Homme d'Afrique, comme l'ont montré diverses études en mythologie comparée.

## Description

### Étoiles

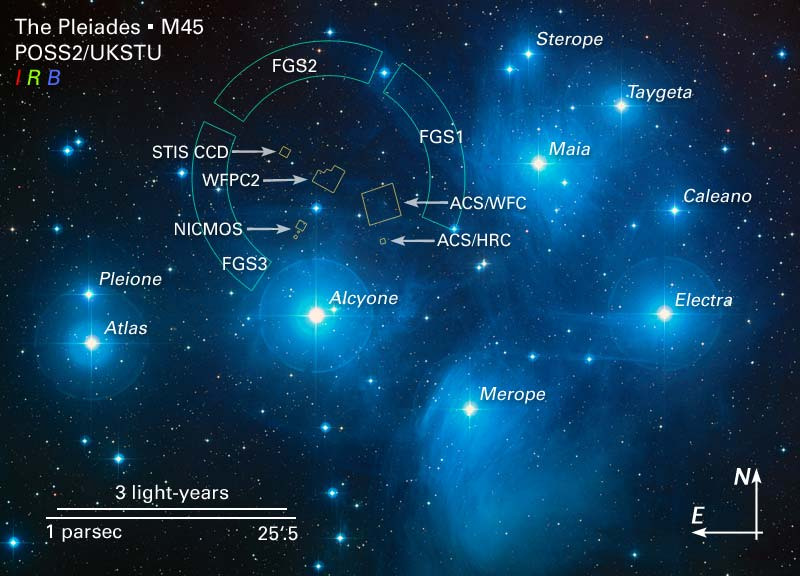
Carte des neuf principales étoiles composant les Pléiades.

On dénombre aujourd'hui dans cet amas environ 3 000 étoiles, dont une douzaine sont visibles à l'œil nu. Il s'étend sur 2°, soit l'équivalent de quatre fois le diamètre apparent de la Lune.
Sa densité est donc relativement faible par rapport aux autres amas ouverts. L'âge de l'amas est estimé à 100 millions d'années, mais il ne devrait pas vivre longtemps puisqu'il devrait se séparer dans 250 millions d'années, en partie à cause de sa faible densité (il s'agit ici de la vie de l'amas et non de celle des étoiles qui le composent).
Les 9 étoiles les plus brillantes de l'amas tirent leur nom des sept sœurs et de leurs parents.
Leur magnitude apparente est comprise entre 2,86 et 5,44, donc accessible à l'œil nu.
Astérope a la particularité d'être une étoile double.
Les principales composantes de l'amas sont :
| Nom      | Désignation    | Magnitude apparente (V) | Type spectral |
| -------- | -------------- | ----------------------- | ------------- |
| Alcyone  | Eta (25) Tauri | 2,86                    | B7IIIe        |
| Atlas    | 27 Tauri       | 3,62                    | B8III         |
| Électre  | 17 Tauri       | 3,7                     | B6IIIe        |
| Maïa     | 20 Tauri       | 3,86                    | B7III         |
| Mérope   | 23 Tauri       | 4,17                    | B6IVev        |
| Taygète  | 19 Tauri       | 4,29                    | B6V           |
| Pléioné  | 28 (BU) Tauri  | 5,09 (var.)             | B8IVep        |
| Céléno   | 16 Tauri       | 5,44                    | B7IV          |
| Astérope | 21 Tauri       | 5,64                    | B8Ve          |
| Astérope | 22 Tauri       | 6,41                    | A0Vn          |
| —        | 18 Tauri       | 5,65                    | B8V           |

### Distance
La distance des Pléiades peut être utilisée comme étape importante pour étalonner les mesures de distance en astronomie. Comme l'amas est très proche de la Terre, sa distance est relativement facile à mesurer et a été estimée par plusieurs méthodes. Une connaissance précise de sa distance permet aux astronomes de tracer un diagramme de Hertzsprung-Russell de l'amas, qui, comparé à ceux d'amas dont la distance est inconnue, permet de calculer leurs distances. D'autres méthodes peuvent ensuite être utilisées pour étendre l'échelle des distances des amas ouverts aux galaxies et aux amas de galaxies, et une échelle des distances cosmiques peut être construite. Finalement, la compréhension par les astronomes de l'âge et de l'évolution future de l'Univers est influencée par leur connaissance de la distance des Pléiades. Cependant, certains auteurs considèrent que la controverse sur la distance des Pléiades exposée ci-dessous est un hareng rouge, puisque la mesure des distances en astronomie peut (actuellement) reposer sur une série d'autres amas proches pour lesquels un consensus existe entre les distances fournies par Hipparcos et celles fournies par des méthodes indépendantes (par exemple, les Hyades, l'Amas de la Chevelure de Bérénice, etc.).
Les mesures de distance ont suscité beaucoup de controverses. Les résultats antérieurs au lancement du satellite Hipparcos trouvaient généralement que les Pléiades étaient à environ 135 parsecs ( ~ 440 années-lumière)   de la Terre. Les données d'Hipparcos fournirent un résultat surprenant, à savoir une distance de seulement 118 parsecs en mesurant la parallaxe annuelle d'étoiles de l'amas — une technique qui devrait fournir les résultats les plus directs et les plus précis. Les travaux ultérieurs ont constamment jugé que les mesures de distance d'Hipparcos étaient erronées,,,,,. En particulier, des observations faites avec le télescope spatial Hubble et un ajustement du diagramme couleur-magnitude en infrarouge (appelé « parallaxe spectroscopique ») donnent une distance comprise entre 135 et 140 pc, ; une mesure dynamique issue d'observations en interférométrie optique de l'étoile double des Pléiades Atlas donne une distance de 133–137 pc. Cependant, l'auteur du catalogue des parallaxes Hipparcos révisé en 2007-2009 réaffirma que la distance des Pléiades était de ~120 pc et contesta les preuves discordantes. Récemment, Francis et Anderson ont proposé qu'un effet systématique sur les erreurs de parallaxe d'Hipparcos pour les étoiles situées dans des amas fausse les calculs utilisant la moyenne pondérée et donnent une distance parallaxiale de 126 pc et une distance photométrique de 132 pc pour Hipparcos, basées sur des étoiles des groupes mouvants AB Doradus, Toucan-Horloge et Beta Pictoris, qui sont toutes similaires en âge et en composition à celles des Pléiades. Ces auteurs notent que la différence entre ces résultats peut être attribuée à une erreur aléatoire. Des résultats plus récents issus du VLBI (Very Long Baseline Interferometry) « Interférométrie à très longue base » en août 2014 et des solutions préliminaires issues du satellite Gaia en septembre 2016 (Data Release 1) puis en août 2018 (Data Release 2), donnent des distances de 136,2 ± 1,2 pc, de 134 ± 6 pc, et de 136,2 ± 5.0 pc, respectivement. Bien que l'équipe de Gaia Data Release 1 soit prudente sur ses résultats, les auteurs du VLBI affirment « que la distance de l'amas des Pléiades mesurée par Hipparcos est en erreur ».
| Année | Distance (pc) | Notes                              |
| ----- | ------------- | ---------------------------------- |
| 1999  | 125           | Hipparcos                          |
| 2004  | 134,6 ± 3,1   | Fine Guidance Sensor de Hubble     |
| 2009  | 120,2 ± 1,9   | Hipparcos révisé                   |
| 2014  | 136,2 ± 1,2   | Interférométrie à très longue base |
| 2016  | 134 ± 6       | Gaia DR1 (Gaia Data Release 1)     |
| 2018  | 136,2 ± 5     | Gaia DR2 (Gaia Data Release 2)     |

Pour un autre débat sur les distances, voir l'article Étoile polaire, également à propos d'une mesure différente fournie par Hipparcos, bien que dans ce cas, elle soit plus élevée.

## Les Pléiades dans l'astronomie moderne
- Le 4 mars 1769, Charles Messier ajoute cet amas à son catalogue astronomique.
- En 1846, l'astronome allemand Johann Heinrich von Mädler note que les étoiles n'ont pas de mouvement mesurable l'une par rapport à l'autre. Il en déduit qu'elles forment le centre d'un système stellaire bien plus large dont Alcyone serait la plus proche du centre. L'hypothèse fut réfutée par les autres astronomes. On retient cependant qu'elles se déplacent bien en groupe.
- Les premières photos de l'amas révèlent un nuage de poussière autour des étoiles. 
Cette nébuleuse réfléchit la lumière de ces étoiles, situées à proximité ou à l'intérieur.
- La partie la plus brillante est découverte le 19 octobre 1859 par Ernst Wilhelm Tempel, autour de Mérope ; nébuleuse répertoriée en tant que NGC 1435.
- En 1875, une extension du nuage est découverte autour de Maïa et classée à NGC 1432.
- D'autres extensions sont observées autour d'Alcyone, Électre, Célaéno et Taygète en 1880.
- La structure complexe du nuage est finalement révélée par les frères Henry et Isaac Roberts entre 1885 et 1888.

Cette nébuleuse n'est pas un reste du nuage de poussière originel qui a donné naissance aux Pléiades. En effet, les deux objets n'ont pas la même vitesse apparente. L'amas aura croisé ce nuage sur son chemin.

## Comment l'observer

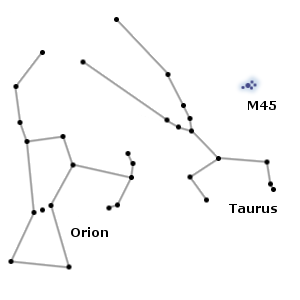
Carte schématique du ciel aux environs des Pléiades.

Grâce à la forte magnitude des étoiles le composant, cet amas est visible à l'œil nu dans le ciel d'automne. Il est situé dans la constellation du Taureau à proximité de l'axe formé par les étoiles : Sirius (Grand Chien) - Ceinture d'Orion (Orion) - Aldébaran (Taureau).
On distingue rapidement 5 étoiles, puis, au fur et à mesure que l'œil s'accommode, d'autres étoiles apparaissent. Ainsi, jusqu'à 10-11 étoiles sont visibles si les conditions météo sont bonnes.
Avec des jumelles ou un télescope avec un champ large, on peut observer bien plus d'étoiles. C'est de cette manière que l'amas donne le plus de satisfaction. Avec des télescopes plus puissants ou avec un champ plus étroit, seule une partie de l'amas est visible.
La nébuleuse ne se dévoile véritablement qu'en photographie.

## Dans la culture moderne
- Le nom japonais de l'amas est Subaru, qui signifie « unité ». En 1953, cinq firmes japonaises ont fusionné pour former « Fuji Heavy Industries Ltd ». Ce nouveau groupe a adopté l'amas Subaru en tant que nom et logo de la marque de voitures.
- Dans les campagnes françaises, l'amas bien visible dans le ciel pur des nuits de fin d'été était appelé « la poussinière »[51].
- Alignements de Lagatjar : situés sur la commune de Camaret-sur-Mer dans le Finistère et contemporains des alignements de Carnac, l'ensemble dessine une ligne orientée N 35°E et S 35°O, d'où partent, à angle droit, deux lignes parallèles. Cette orientation laisserait présumer un caractère astronomique, selon Georges-Gustave Toudouze qui l'associe à la constellation des Pléiades. Celle-ci s'appelle en breton Ar yar (la poule), d'où peut-être la toponymie du lieu-dit de Lagad-yar (l'œil de poule)[52].
- En avril 2022, le jour du lever héliaque des Pléiades (fin mai ou début juin), qui est le jour du Nouvel an maori, devient jour férié en Nouvelle-Zélande. Le nom de ce jour en maori de Nouvelle-Zélande, Matariki, désigne aussi l'amas des Pléiades lui-même.